# 烏隆圭
14°43′S 34°22′E / 14.717°S 34.367°E

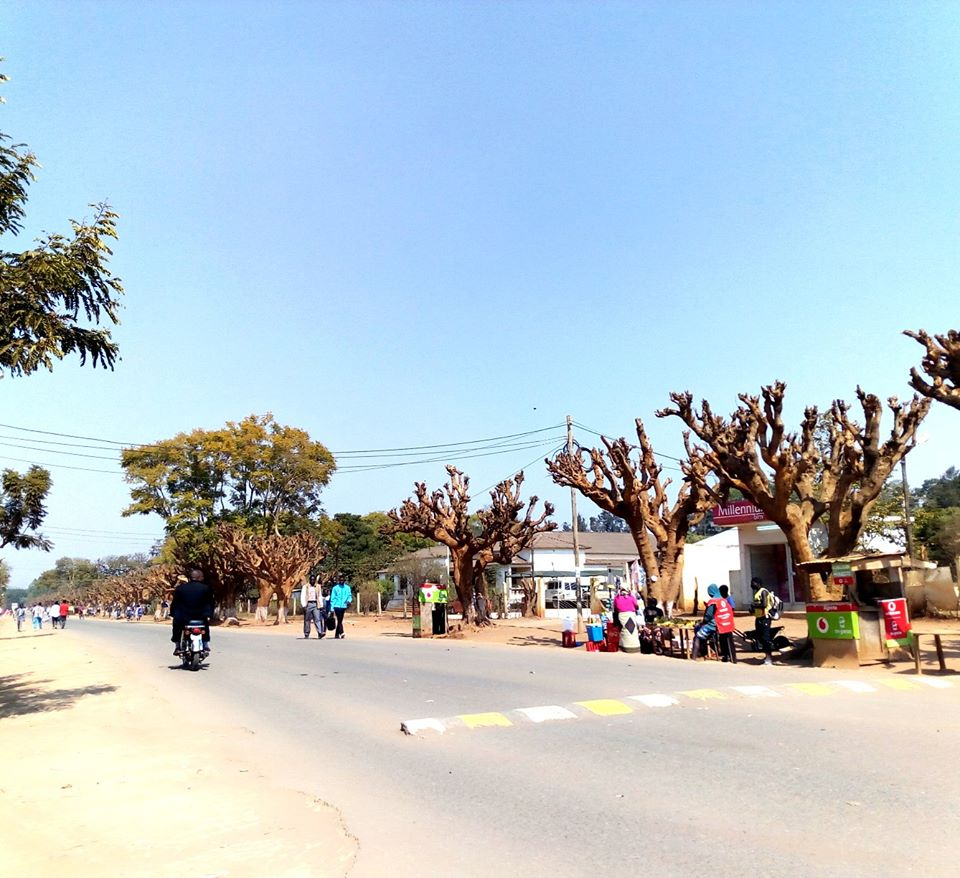
烏隆圭

烏隆圭（葡萄牙語：Ulongué），是莫桑比克的城鎮，位於該國西北部，由太特省負責管轄，是安戈尼亞區的首府，受副熱帶濕潤氣候影響，2008年該城鎮人口25,309。